# Maytree
 (mars 2021).
Maytree (메이 트리) est un groupe sud-coréen de cinq chanteurs a cappella.

## Discographie

### Albums
- 2006 : Maybe
- 2015 : MayTree in Love (메이 트리 인 러브)
- 2020 : Back to me (그대 내게 다시)

### EP
- 2011 : The MayTree
- 2013 : 5028

## Prix et nominations
- 2009 : 3e prix à l'International A Cappella Competition.
- 2010 : 2e prix à l'International A Cappella Competition.
- 2011 : 1er prix de la catégorie Musique Populaire au Busan Choral International Competition.
- 2013 : 1er prix de la catégorie Pop & Jazz au Yeosu Choral International Competition.
- 2014 : 2 médailles d'or dans la catégorie Jazz et dans la catégorie Pop chorale aux World Choir Games.